# Georg von Neumayer

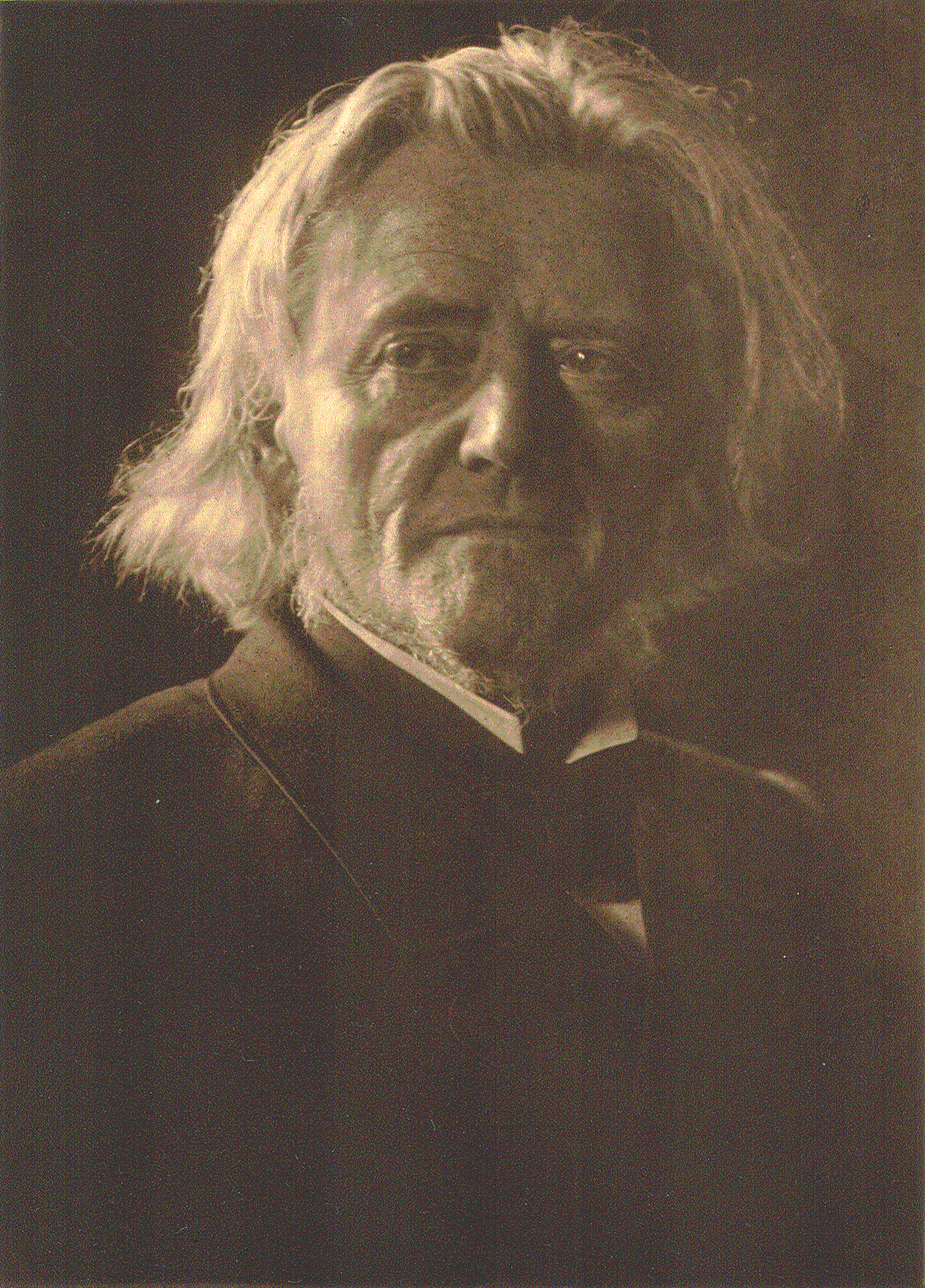
Georg von Neumayer 1905

Georg von Neumayer 1907 beim Ausflug der Deutschen Kolonialgesellschaft nach Neustadt an der Haardt neben dem Präsidenten der Gesellschaft, Johann Albrecht zu Mecklenburg

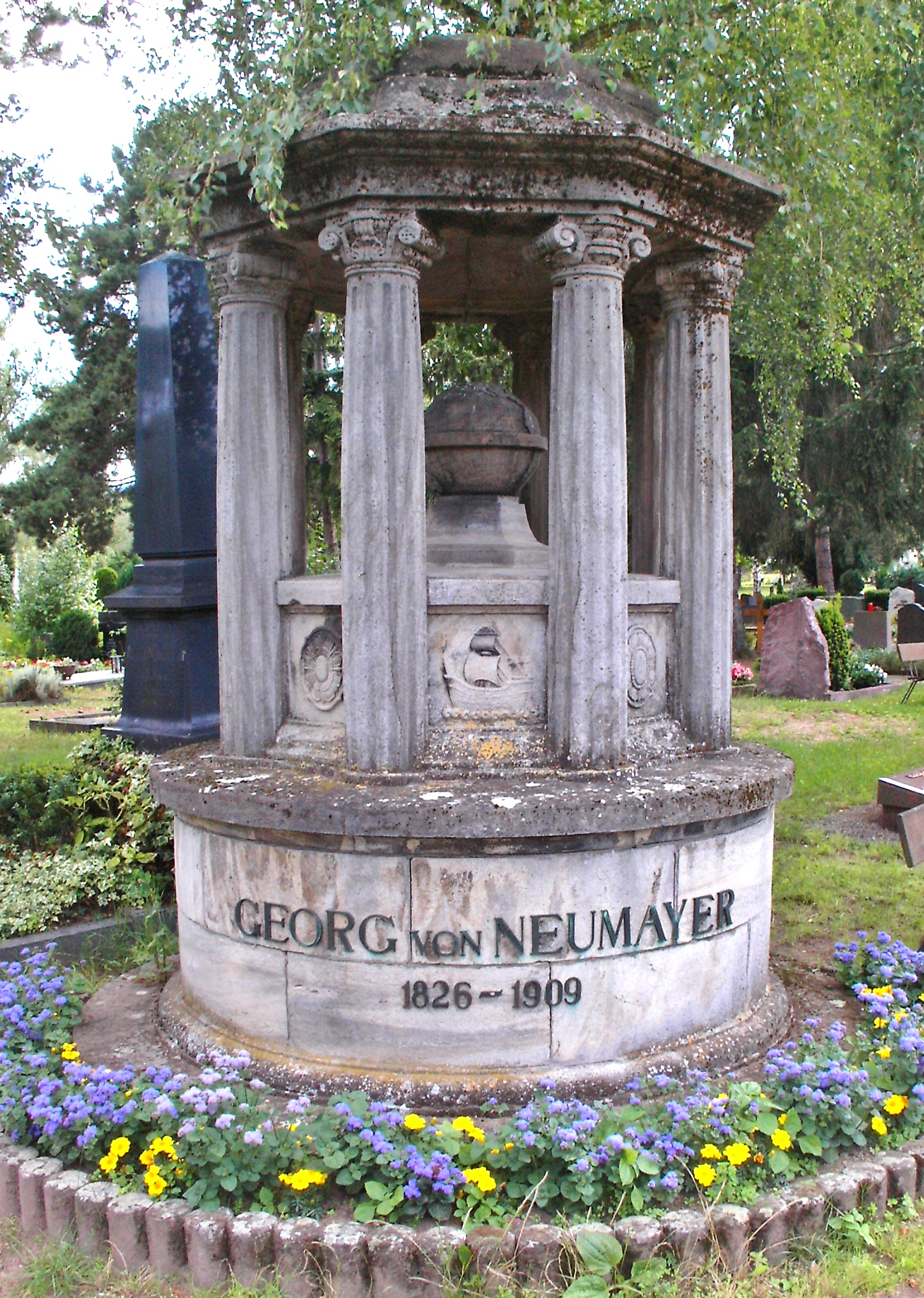
Grabstätte, Hauptfriedhof Neustadt an der Weinstraße

Georg Balthasar Neumayer, seit 1900 Ritter von Neumayer (* 21. Juni 1826 in Kirchheimbolanden; † 24. Mai 1909 in Neustadt an der Haardt), war ein bayerisch-pfälzischer Geophysiker und Polarforscher.
Zusammen mit dem Österreicher Carl Weyprecht gründete er 1879 die Internationale Polarkommission, deren Forschungsprojekte 1882–1883 zum ersten Internationalen Polarjahr führten. Er ist Namensgeber der deutschen Antarktis-Forschungsstationen, aktuell der Station Neumayer III.

## Leben und Werk
Georg Neumayer war das fünfte Kind des Notars Georg Neumayer und seiner Frau Theresia, geborene Kirchner. 1832 zog die Familie nach Frankenthal, dort besuchte Neumayer das Progymnasium, zeitweise auch die Gymnasien in Speyer und Kaiserslautern. Danach studierte er bis 1851 Geophysik und Hydrographie an der Ludwig-Maximilians-Universität in München. Seit 1849 war er Assistent am physikalischen Institut und an der Sternwarte in Bogenhausen. 1848 bewarb er sich bei der deutschen Flotte, wurde aber abgelehnt. Stattdessen reiste er mit der Hamburger Bark Louise nach Südamerika und besuchte danach die Navigationsschule in Hamburg, wo er die Befähigung zum Steuermann erlangte. Zwischen 1852 und 1856 bereiste er als Seemann auf der Brigg Reiherstieg Australien, wo er sich auf den Goldfeldern auch als Lehrer unter deutschen Auswanderern betätigte. 1857 besuchte er Australien ein zweites Mal, diesmal im Rahmen einer wissenschaftlichen Forschungsreise nach South Australia. 1857 gründete er mit der finanziellen Unterstützung von König Maximilian II. von Bayern und des Hamburger Senats das Flagstaff-Observatorium für Geophysik, Magnetismus und Nautik am Flagstaff Hill im Zentrum von Melbourne, das er bis 1864 als Direktor leitete. Er unternahm in dieser Zeit zahlreiche Expeditionen und Vermessungen im Innern des Kontinents. Dabei bestieg er auch den Mount Kosciuszko. 1864 kehrte er nach Deutschland zurück. Auf der Ersten Versammlung Deutscher Meister und Freunde der Erdkunde 1865 in Frankfurt am Main entwarf er die Ziele der Schaffung einer Zentralstelle für Hydrographie und maritime Meteorologie und die Durchführung einer Südpolar-Expedition. Auch politisch engagierte er sich im Verein zur Wahrung deutscher Interessen auf dem linken Rheinufer und kandidierte erfolglos für ein Mandat im Zollparlament. 1868 wurde er in den Vorstand des naturkundlichen Vereins Pollichia gewählt. Im Jahr 1865 wurde er zum Mitglied der Leopoldina gewählt.
Nach der Reichsgründung zog Neumayer nach Berlin und arbeitete als Hydrograph bei der Kaiserlichen Admiralität. In dieser Stellung organisierte er u. a. die Weltumsegelung mit dem Segelschiff Gazelle, erstellte Instruktionen für das Reichsgeschwader und rief das Observatorium Wilhelmshaven ins Leben. 1865 regte Neumayer die Schaffung einer Deutschen Seewarte an, worauf am 1. Januar 1868 unter Beteiligung von Wilhelm von Freeden die Norddeutsche Seewarte gegründet wurde. In der Nachfolge entstand 1874 die Deutsche Seewarte in Hamburg, deren Amtsführung Neumayer als Direktor am 1. Januar 1875 übernahm und sie bis 1903 führte.
Neumayer entwickelte eine neue Methode zur Erkundung der Meeresströmungen, und zwar per Flaschenpost: Tausende gut verschlossener Flaschen wurden weltweit ins Meer geworfen und die Finder in einer darin enthalten Anleitung gebeten, den Fundort an die Norddeutsche Seewarte zu melden. Weiterhin führte Neumayer die synoptische Meteorologie ein. Roald Amundsen wohnte in dieser Zeit als junger Mann bei ihm in Hamburg und erlernte dort das Ausführen erdmagnetischer Messungen. Neumayer widmete sich insbesondere der Südpolarforschung und war ab 1879 Vorsitzender der Internationalen Polarkommission. 1899 war er Vorsitzender der Gesellschaft Deutscher Naturforscher und Ärzte. Im Jahr 1900 wurde Neumayer mit dem Komturkreuz des Verdienstordens der Bayerischen Krone ausgezeichnet, womit der persönliche Adelstitel verbunden war. 1903 ging er in den Ruhestand und zog nach Neustadt, wo er auch starb und auf dem Hauptfriedhof begraben liegt. Im Jahr 1906 wurde er mit der Cothenius-Medaille der Leopoldina ausgezeichnet. Nach seinem 80. Geburtstag gründete Georg von Neumayer mit den ihm zugedachten Spenden die Georg-von-Neumayer-Stiftung, deren Zweck es ist, die Naturforschung und die Landespflege ebenso wie den naturwissenschaftlichen Nachwuchs zu fördern sowie das Andenken namhafter Forscher zu wahren; es gibt eine enge Verbindung der Stiftung zur Pollichia.
Von Neumayers Großneffe Fritz Neumayer war in den 1950er Jahren Bundesminister der Justiz.

## Ehrungen
Die Forschungsstationen der Bundesrepublik Deutschland auf dem Ekström-Schelfeis in der Antarktis sind nach Georg von Neumayer benannt, siehe:
- Georg-von-Neumayer-Station
- Neumayer-Station II
- Neumayer-Station III

Seit 1872 war Neumayer korrespondierendes Mitglied der Bayerischen Akademie der Wissenschaften. Die Göttinger Gesellschaft der Wissenschaften ernannte Neumayer 1901 zum Ehrenmitglied. Er war ebenfalls Ehrenmitglied des Thüringisch-Sächsischen Vereins für Erdkunde und ab 1906 der Berliner Gesellschaft für Anthropologie, Ethnologie und Urgeschichte.
In seinem Geburtsort Kirchheimbolanden war er Namensgeber für die Georg-von-Neumayer-Schule und in Frankenthal für die Neumayer-Schule. In beiden Städten sowie in Neustadt an der Weinstraße erhielt er die Ehrenbürgerwürde. Im Hamburger Stadtteil St. Pauli wurde 1894 die Neumayerstraße nach ihm benannt, ebenso in Kirchheimbolanden, zudem in Frankenthal der Neumayerring. In Weisenheim am Berg, Leistadter Straße 6, war seine Sommerfrische; eine Gedenktafel ist an dem Gebäude angebracht. Es wurde auch die Neumayerstraße nach ihm benannt.
Außerdem sind zahlreiche geographische Objekte wie der Neumayer-Kanal, die Neumayersteilwand, das Kap Neumayer, der Neumayereishöcker und Mount Neumayer in der Antarktis, der Neumayer-Gletscher auf Südgeorgien, das Kap Neumayer der nordgrönländischen Insel Luigi Amadeo Ø, die Neumayer-Halbinsel der kanadischen King-William-Insel, der Asteroid (9351) Neumayer und der Mondkrater Neumayer nach ihm benannt.

## Schriften
- Georg von Neumayer: Der Meteorit von Krähenberg. In: XXVIII. & XXIX. Jahresbericht der Pollichia. 1871, abgerufen am 14. Juni 2021.
- Georg von Neumayer (Hrsg.): Anleitung zu wissenschaftlichen Beobachtungen auf Reisen. Mit besonderer Rücksicht auf die Bedürfnisse der kaiserlichen Marine. Robert Oppenheim, Berlin 1875 (Digitalisat).
- Die internationale Polarforschung. 2 Bände. Berlin 1886.
- Die Deutschen Expeditionen und ihre Ergebnisse. Geschichtlicher Teil, Band 1. Asher & Co, Berlin 1891. Projekt Gutenberg.
- Auf zum Südpol! 45 Jahre Wirkens zur Förderung der Erforschung der Südpolar-Region 1855-1900. Vita Deutsches Verlagshaus, Berlin 1901; Textarchiv – Internet Archive.
- Dr. Ludwig Leichhardt als Naturforscher und Entdeckungsreisender. In: Georg Neumayer, Otto Leichhardt (Hrsg.): Dr. Ludwig Leichhardt’s Briefe an seine Angehörigen. L. Friederichsen & Co., Hamburg 1881, S. 175 ff. Digitalisat.